# Ștefan Ciubotărașu
Ștefan Ciubotărașu (n. 21 martie 1910, Lipovăț, Vaslui — d. 27 august 1970, București) a fost un actor de film, radio, scenă și voce, precum și scriitor român. A studiat la Conservatorul de Artă Dramatică din Iași (1933). Este creator al unor eroi de sorginte modestă, dar înzestrați cu virtuțile atribuite în general românului: inteligență, umor, blândețe.
„Talent înseamnă, înainte de toate, sinceritate. Să ai acea facultate înnăscută de a putea fi sincer, atât de sincer încât să te prindă tot ceea ce faci – fiindcă nu toți avem acest har, sărmanii de noi. Apoi, ca parte intrinsecă din sinceritate, trebuie să vină neapărat și modestia și numai după aceea meșteșugul și bineînțeles controversele despre talent.”

## Viața
Ștefan Ciubotărașu s-a născut la Lipovăț, Vaslui, județul Vaslui, într-o familie de țărani săraci. Prin anii 1921-1922, a sosit la București (cu un tren marfar; tatăl său lucra la regionala CFR), pentru a învăța meseria de pantofar, așa cum hotărâseră părinții. A rămas trei ani, nesimțindu-se atras de meserie, preferând alte munci și activități casnice. A avut primul contact cu „gustul de otravă dulce al teatrului”, potrivit propriei mărturisiri. În schimbul comisioanelor ce le făcea, primea bilete la teatru, unde a fost fascinat de piesele O scrisoare pierdută și piesa lui Victor Eftimiu Înșir'te, mărgărite.
A lucrat timp de  un an, ca ucenic la un atelier de pictat firme. În 1924, într-o noapte friguroasă de octombrie, a hotărât să se întoarcă acasă, dezamăgit de mizeria traiului cotidian. Această perioadă, în care părinții i s-au mutat în Vaslui, actorul a numit-o „întoarcerea acasă”. La îndemnul mamei, s-a înscris la Liceul Teoretic „Mihail Kogălniceanu”, sărind peste câte două clase. Aici a debutat literar în paginile revistei liceului, întitulată „Năzuința”, și în paginile ziarului local, „Vasluiul”, sub pseudonimul Ciciricea (numele unui clovn popular). Împreună cu un coleg, a scos câteva numere ale unei reviste minuscule, „Uzina de umor”, iar mai târziu, la Iași, revista „Humorul literal”. A contribuit atunci și ulterior cu poezii, sonete și amintiri în paginile revistei „Luceafărul”. 
În 1929 a absolvit liceul și s-a hotărât să plece la Iași, unde s-a înscris la Conservatorul de muzică și artă dramatică. Bacalaureatul și l-a dat în 1932 la Bârlad.
A traversat o perioadă dificilă în anii '30, prin faptul că proveniența socială determina închiderea multor uși. Încă de la admitere a fost remarcat de poetul Mihai Codreanu. Acesta i-a fost profesor protector și i-a oferit o bursă când a aflat că Ciubotărașu avea talent literar. În 1932 și-a satisfăcut stagiul militar într-o unitate de pușcași mitraliori. 
Îndemnat de protectorul său, s-a înscris la facultatea de istorie, însă preocuparea de bază i-a fost poezia și publicarea în revistele locale la care contribuiau scriitori și poeți marcanți, între care George Topîrceanu, Otilia Cazimir, Ionel Teodoreanu. Acesta din urmă îl remarca la o sărbătoare a conservatorului, în cadrul căreia Ciubotărașu a declamat o poezie. Debutul ca actor a avut loc în 1934, pe scena Teatrului Național din Iași și a fost angajat al acelui teatru timp de 14 ani. Piesa de debut a fost Macbeth, despre care maestrul spunea cu melancolie și amuzament: 
„În piesă e vorba de cele două roluri de ucigași, în care primul era actorul Iancu Profir, iar al doilea eram eu. Și nu mi-e rușine s-o spun: am fost un ucigaș desăvârșit, am ucis... rolul!”
Primul succes l-a avut cu rolul contelui Alexis Czerny, deși monorol, în piesa Țarina (Ninocika?) de Melchior (Menyhért) Lengyel.
La Iași s-a căsătorit în 1934 cu Aurora Donose. În 1940 li s-a născut fiica Magda. În 1945 s-au stabilit în capitală unde a jucat la teatrele Alhambra, Comedia și teatrul Victoriei, stabilindu-se pe un registru interpretativ de comedie. În 1948 teatrele au fost restructurate, iar Ciubotărașu a fost repartizat la Arad, la primul teatru de stat din țară. Aici a desfășurat și o activitate de instructor artistic. 
În 1950 a revenit la București, unde a fost solicitat la Teatrul Național. 
În capitală a început perioada sa în care a realizat roluri de consistență uriașă. A jucat mult și variat, fiind supranumit „actorul celor 300 de roluri”. Nu a neglijat nici domeniul literar, scriind poezie până în ultimele clipe ale vieții. În 1954, la 44 de ani, a debutat în cinematografie în pelicula Desfășurarea, o ecranizare după nuvela omonimă de Marin Preda, regizor Paul Călinescu, alături de actori precum George Demetru, Toma Dimitriu, Ernest Maftei, Colea Răutu sau Vasile Tomazian. A jucat apoi în Brigada lui Ionuț (1959)- regizor Jean Mihail, Valurile Dunării (1959) - regizor Liviu Ciulei, Telegrame (1959) - regizori: Gheorghe Naghi, Aurel Miheles, în Mândrie (1960) - regizor Marius Teodorescu, în Pădurea spânzuraților (1964), film regizat de Liviu Ciulei și premiat cu premiul pentru regie la Festivalul Internațional de Film de la Cannes din 1965; în Războiul domnițelor (1969) în regia lui Virgil Calotescu, în Columna (1969) în regia lui Mircea Drăgan, film premiat cu diploma de merit la festivalul internațional de film de la Adelaide, Australia (același an). În 1968, a jucat și în Legenda (în regia lui Andrei Blaier). A jucat într-o mulțime de roluri în piese de teatru și multe piese de teatru radiofonic. Ultimul său rol a fost cel din 1970 din pelicula Așteptarea.

## Deces
În dimineața zilei de 27 august 1970 s-a stins din viață când aștepta mașina care urma să-l ducă la Pitești pentru a turna filmul Așteptarea. A fost înmormântat în Cimitirul Bellu.

## Numismatică

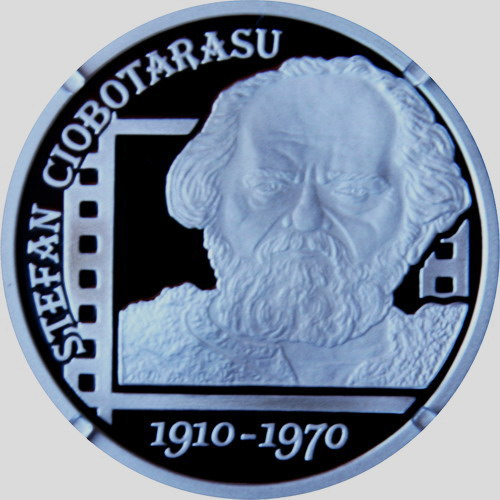
Monedă omagială din argint emisă de BNR în anul 2010 cu chipul actorului Ștefan Ciubotărașu în rolul tarabostesului ciung din Columna

Banca Națională a României a emis la 16 august 2010 o monedă comemorativă de argint, cu titlul de 999‰, de calitate proof, într-un tiraj de 1.000 de exemplare, cu prilejul împlinirii a 100 de ani de la nașterea talentatului actor Ștefan Ciubotărașu. Moneda este rotundă, cu un diametru de 37 de milimetri, o greutate de 31,103 grame, are valoarea nominală de 10 lei. Tăietura monedei este zimțată.   
Pe avers este sugerată activitatea lui Ștefan Ciubotărașu în domeniul teatrului și filmului. Tot pe avers este gravată stema României, valoarea nominală a monedei 10 lei, precum și milesimul 2010, anul emisiunii.
Pe revers este gravat portretul lui Ștefan Ciubotărașu, într-unul din rolurile remarcabile, din filmul Columna, iar spre marginea monedei, în arc de cerc este gravat numele: „STEFAN CIOBOTARASU”. În partea de jos a monedei, sunt gravați anii între care a trăit cel comemorat: 1910 și 1970.

## Filmografie
- Brigada lui Ionuț (1954)
- Desfășurarea (1954)
- Erupția (1957)
- O mică întîmplare! (1957)
- Pasărea furtunii (1957)
- Râpa dracului (1957)
- Avalanșa (1959)
- Telegrame (1960)
- Valurile Dunării (1960)
- Furtuna (1960)
- Portretul unui necunoscut (1960)
- Mîndrie (1961)
- Setea (1961)
- A fost prietenul meu (1961)
- Omul de lângă tine (1961)
- Porto-Franco (1961)
- Celebrul 702 (1962)
- Cerul n-are gratii (1962)
- Lupeni 29 (1962)
- La vârsta dragostei (1963)
- Merii sălbatici (1964)
- Străinul (1964)
- Pădurea spînzuraților (1965) - Petre
- Neamul Șoimăreștilor (1965) - Stroie Orheianu
- Amintiri din copilărie (1965) - Ion Creangă
- Golgota (1966)
- Diminețile unui băiat cuminte (1967)
- Subteranul (1967)
- Cerul începe la etajul III (1967)
- Columna (1968)
- Apoi s-a născut legenda (1968)
- Sâmbăta morților (1968)
- Războiul domnițelor (1969)
- Așteptarea (1970)

## Distincții
- Ordinul Muncii clasa a II-a (9 iunie 1954) „pentru merite deosebite în domeniul artei teatrale”[12]
- titlul de Artist emerit al Republicii Populare Romîne (3 noiembrie 1956) „pentru merite deosebite în activitatea artistică”[13]
- Ordinul „Steaua Republicii Populare Romîne” clasa a IV-a (25 decembrie 1957) „cu prilejul împlinirii a zece ani de activitate a Teatrului Municipal din București, pentru merite deosebite în activitatea artistică”[14]
- titlul de Artist al Poporului din Republica Populară Romînă (13 ianuarie 1964) „pentru merite deosebite în activitatea desfășurată in domeniul teatrului, muzicii și artelor plastice”[15]
- Ordinul Muncii clasa a II-a (10 august 1964) „pentru merite deosebite în opera de construire a socialismului, cu prilejul celei de a XX-a aniversări a eliberării patriei”[16]
- premiul pentru interpretare masculină la Festivalul Național al Filmului de la Mamaia (1964)
- Ordinul „Meritul Cultural” clasa I (6 noiembrie 1967) „pentru activitate îndelungată în teatru și merite deosebite în domeniul artei dramatice”[17]